# Носатка лепита
Носатка лепита (лат. Libythea lepita) — бабочка из рода носаток семейства нимфалид.

## Описание
Длина переднего крыла 17—27 мм. Усики с постепенным утолщением. Крылья сверху коричневые или коричнево-бурые с крупными охристыми пятнами в центральной части. Переднее крыло сверху с двумя небольшими белыми пятнами у вершины. Заднее крыло без охристого пятна между жилками Rs и М1. Испод крыльев буровато-серый или пепельно-серый с тёмной тенью от корня крыла к его наружному краю, со сложенными крыльями бабочка напоминает сухой лист.

## Замечания по систематике
Длительное время таксон рассматривался в качестве подвида Носатки листовидной (Libythea celtis). Однако, эти виды отчетливо различаются по строению VIII тергита 6рюшка. У Libythea celtis центральные лопасти на заднем крае этого тергита имеют треугольную форму, их внутренний край прямой, а выемка между ними имеет форму равностороннего треугольника. Боковые лопасти на заднем крае VIII тергита очень короткие, более, чем в 4 раза короче центральных. Вершинный зубец вальвы у Libythea celtis изогнут только кверху, не S-образно, как у Libythea lepita.

## Ареал
Япония, полуостров Корея, Северный Китай, Пакистан, Индия, Индокитай. Изредка залетает на юг Приморского края России.

## Местообитание
Населяет поросшие кустарником редины и широколиственные леса. Встречается также на лесных дорогах, балках, на полянах, опушках.

## Биология
Вид развивается за год в одном поколении. Обычно бабочки летают не очень быстро. Садятся на ветки со сложенными крыльями и прикладывают к ней плотно сложенные вместе усики и щупики, становясь очень похожими сухой лист. Часто в солнечную погоду бабочки присаживаются на влажную почву или прогретые участки дорог. В жаркие дни часть бабочек забирается в укрытия. Летом бабочки летают довольно высоко в кронах деревьев, редко спускаясь ниже высоты двух метров. Самцы занимают отдельные деревья каркаса и поджидают на них самок.
Самки откладывают яйца по одному в пазухи вегетативных листовых почек. Гусеницы питаются на листьях кормового растения. Потревоженные гусеницы спускаются на 2—3 метра вниз с дерева на шелковинке. Окукливаются на нижней поверхности листьев. Гусеницы питаются листьями каркаса.